# Gustav Janke (kolarz)
Gustav Janke (ur. 14 kwietnia 1883 w Berlinie, zm. 14 lipca 1959 tamże) – niemiecki kolarz torowy, srebrny medalista mistrzostw świata.

## Kariera
Największy sukces w karierze Gustav Janke osiągnął w 1908 roku, kiedy zdobył srebrny medal w wyścigu ze startu zatrzymanego amatorów podczas mistrzostw świata w Lipsku. W zawodach tych wyprzedził go jedynie Brytyjczyk Leon Meredith, a trzecie miejsce zajął Léon Vanderstuyft z Belgii. Był to jedyny medal wywalczony przez Gustava Janke na międzynarodowej imprezie tej rangi. W latach 1913 i 1915 zdobywał złote medale torowych mistrzostw kraju w tej samej konkurencji. Nigdy jednak nie wystąpił na igrzyskach olimpijskich.